# Agoraphobic Nosebleed
Agoraphobic Nosebleed, abrégé ANb, est un groupe de grindcore américain, originaire de Springfield, dans le Massachusetts. Agoraphobic Nosebleed est l'un des groupes de grindcore les mieux connus et les plus influents du genre.

## Biographie
Agoraphobic Nosebleed est formé en 1994. Frustré de ne pas avoir de batteur, le groupe décide d'utiliser une boîte à rythme programmée par le guitariste Scott Hull pour assurer la partie batterie, qui est une des originalités de Agoraphobic Nosebleed. Certains diront ainsi que Agoraphobic Nosebleed est un groupe de cybergrind. Depuis sa création, le groupe accueille en son sein bon nombre d'artistes provenant de divers groupes de grindcore américains (notamment de Enemy Soil et de Ulcer), mais par la suite, Agoraphobic Nosebleed se transforme en duo avec le guitariste Scott Hull et le chanteur Jay Randall. Après de nombreux albums splits avec des groupes tels que Cattlepress ou encore Laceration, Agoraphobic Nosebleed sort l'album Honky Reduction en 1998.
Par la suite, le groupe devient quatuor en accueillant Richard Johnson du groupe Enemy Soil et Carl Schultz du groupe Prosthetic Cunt, avant de sortir plusieurs albums et splits, puis finalement une compilation en 2005. En 2006, Hydra Head Records réédite PCP Torpedo d'Agoraphobic Nosebleed en format coffret double disque intitulé PCP Torpedo/ANbRx. Le premier disque comprend l'EP de six chansons d'une durée de 10 minutes. Le second disque comprend plus d'une heure de remixes de PCP Torpedo par des artistes de breakcore notamment Xanopticon, James Plotkin, Merzbow, et Justin Broadrick. En 2009, le groupe publie l'album Agorapocalypse chez Relapse, en CD, LP, et longbox CD. Le split 7" avec Crom est publié un mois plus tard.
En 2010, le groupe effectue et publie un split 7" avec The Endless Blockade pour Relapse Records et un split 5" avec A.N.S. pour Tankcrimes Records. Un split CD/LP avec Despise You est publié chez Relapse en 2011. Le magazine Decibel de décembre 2011 comprend un flexi disc intitulé Make a Joyful Noise, et celui de décembre 2012 comprend la chanson Merry Chrystmeth. Agoraphobic Nosebleed annonce plus tard, au début de 2014, quatre EPs, tous individuellement écrits par chacun des membres.
L'EP de Kat Katz, Arc, est publié en 2016. Randall travaille sur son EP intitulé Drum Machine Gun 2. Le 25 octobre 2018, le groupe annonce sur sa page Facebook le départ de Katherine Katz à la suite de désaccords, elle confirme cette information le lendemain sur sa page Facebook expliquant qu'elle n'a depuis plusieurs semaines, absolument pas l'impression d'être un membre à part entière du groupe. Néanmoins le groupe publie ensuite des photos sur scène accompagné de Katherine Katz, ce qui semble donc apparaître comme un brouille temporaire.

## Membres

### Membres actuels
- Scott Hull - guitare, boîte à rythmes
- Jay Randall - chant
- Richard Johnson – chant, anciennement basse
- John Jarvis – basse

### Anciens membres
- Carl Schultz - chant
- J. R. Hayes - chant
- Kat Katz - chant

## Discographie

### Albums studio
- 1998 : Honky Reduction
- 2002 : Frozen Corpse Stuffed With Dope
- 2003 : Altered States of America
- 2009 : Agorapocalypse

### Splits et EPs
- 1995 : 30 Songs Demo Cassette (cassette)
- 1996 : Agoraphobic Nosebleed (EP)
- 1997 : Split (split LP avec Cattlepress)
- 1997 : Split (split 7" avec Enemy Soil)
- 1997 : Split (split 7" avec Laceration)
- 1997 : Agoraphobic Nosebleed (7" EP)
- 1998 : PCP Torpedo (6" EP)
- 1998 : Split (split 7" avec Gob)
- 1999 : The Poacher Diaries (split CD/LP avec Converge)
- 2001 : Ssp...Sp..Split (split 7" avec Benümb)
- 2002 : Split (split 7" avec Halo)
- 2006 : PCP Torpedo and ANbRx (réédition de PCP Torpedo + CD bonus de remixes réalisés par des artistes de breakcore et noisecore)
- 2007 : Split (split 7" avec Kill the Client)
- 2007 : A Clockwork Sodom / Tentacle of Destruction (7" EP)
- 2007 : Domestic Powerviolence (split CD/LP avec Appartment 213)
- 2007 : Frontside Nosegrind (split 7" avec Total Fucking Destruction)
- 2008 : Altered States of America / ANbRX Pharmaceutical II (2x 3" CD, Relapse Records)
- 2008 : Split (split 5" avec Insect Warfare)
- 2009 : Split (split 7" avec The Endless Blockade)
- 2009 : Split (split 7" avec CROM)
- 2010 : Tribute To Gang Green (split 5" avec ANS)
- 2011 : And On and On (split LP" avec Despise You)
- 2011 : Make A Joyful Noise (EP 7" flexi distribué avec Decibel Magazine)
- 2012 : Merry Chrystmeth (EP 7" flexi distribué avec Decibel Magazine)
- 2015 : The Honkey Reduxtion EP (EP 7" flexi distribué avec Decibel Magazine)
- 2016 : Arc (EP)

### Compilation
- 2005 : Bestial Machinery Vol.1

## Live
Agoraphobic Nosebleed, de par l'utilisation d'une boite à rythme, n'a que très tardivement commencé à se produire sur scène, sous l'impulsion de Kat Katz et Richard Johnson. Le groupe s'est ainsi produit en live lors des événements suivants:
- 2003: New England Metal & HxC Show (une intro et 2 titres durant le set de Pig Destroyer)
- 23/05/2015: Maryland Deathfest
- 15/11/2015: Housecore Horror Fest (San Antonio - Texas)
- 26/02/2016: Netherland Deathfest (Tilburg - Pays-Bas)
- 21/05/2016: au Black Cat (Washington D.C.)
- 04/06/2016: Templefest (Royaume Uni)
- 18/06/2016: Hellfest (Clisson - France)
- 14-16/10/2016: California Deathfest 2
- 22/10/2016: Southwest Terror Fest 5
- 22/04/2017: Decibel Magazine Fest
- 02/11/2017:  Exchange (Bristol - Royaume Uni)
- 03/11/2017: The Dome (Londres - Royaume Uni)
- 04/11/2017: Damnation Fest (Leeds - Royaume Uni)
- 05/11/2017: Audio (Glasgow - Royaume Uni)
- 31/05/2018: Northwest Terror Fest
- 15-17/06/2018: Austin Terror Fest
- 14-15/09/2018: Bloodshed Fest (Eindhoven - Pays-Bas)
- 19-20/10/2018: Québec Deathfest